# Сопоцькин
Сопо́цькин (біл. Сапоцкін; рос. Сопоцкин; лит. Sapackinė; пол. Sopoćkinie; їд. סאַפּעטקין, трансліт. Sapetkin) — селище міського типу в Гродненській області Білорусі, в Гродненському районі.
Населення селища становить 1,4 тис. осіб (2006).
| Білорусь | Це незавершена стаття з географії Білорусі. Ви можете допомогти проєкту, виправивши або дописавши її. |

1. ↑  http://pravo.by/document/?guid=12551&p0=D918r0090680
2. ↑  GeoNames — 2005.